# Мік Томсон
Мікаель Гордон «Мік» То́мсон (англ. Mickael Gordon "Mick" Thomson; 3 листопада 1973, Де-Мойн) — впливовий американський музикант, гітарист метал групи Slipknot. У фанатських колах він відомий за важку, швидку і точну гру, що об'єднана з одночасною активністю на сцені. Після виходу барабанщика Джої Джордісона в 2013 році та семплера Крейга Джонса в 2023 році, Томсон є тепер другим найстарішим членом Slipknot.

## Раннє життя
Його любов до музики почалась з його батька, котрий володів величезною колекцією платівок з гітарною музикою, хоч він сам і не грав на інструментах. Томсон згадував, що виріс на музиці Ел Ді Меоли, Cacophony, Racer X, Інгві Мальмстіна, Fates Warning та Джимі Гендрікса. Останній - головний надихач, через котрого Мік почав грати на гітарі.
Купив він свою першу електрогітару у віці 10 років за гроші, зароблені на доставці газет, і незабаром відкрив для себе важчі, гітароорієнтовані жанри. В школі, Мік спочатку познайомився з треш- та спід-металом, а згодом — з дез-металом.
Томсон давав уроки гри на гітарі в Ye Old Guitar Shop (3403 70th вулиця Де-Мойн, Айова).

## Кар'єра

#### Body Pit
Перш ніж стати учасником Slipknot, Мік Томсон був частиною кількох місцевих треш- та дез-метал гуртів в Де-Мойні. Одним із таких гуртів був Body Pit, до котрого він приєднався у 1993 році і познайомився там з майбутніми членами Slipknot Джої Джордісоном, Полом Ґреєм та Андерсом Кользефні під час сумісної діяльності. І саме участь в Body Pit дала йому можливість з часом перейти в Slipknot, оскільки він себе зарекомендував, як чудового гітариста. Частина рифів та мелодій у зміненому вигляді перекочувала з творчості Body Pit у Slipknot.

#### Slipknot
Він доєднався до Slipknot у квітні 1996 року, незадовго до випуску демо-платівки Slipknot «Mate.Feed.Kill.Repeat.», і замінив тодішнього гітариста Крейга Джонса, котрий пересів за клавішні та семплери. Для цієї платівки Мік не написав жодного рифу. Вперше він узяв участь у записі однойменного альбому, в котрий привніс швидший темп гри та елементи дез-металу. На етапі альбому Vol. 3: (The Subliminal Verses) Міку "розв'язали руки" та дозволили записувати соло для альбому. І саме на цьому альбомі та на альбомі "All Hope Is Gone" він продемонстрував свою максимальну майстерність у швидкій та потужній грі на гітарі.

## Спадщина
Його внесок у розвиток групи включає не лише музику, а й формування візуальної складової. Часто, Міка Томсона називають одним з найбільш впізнаваних членів Slipknot. За даними Pantheon, його популярність серед музикантів оцінюється як 1,426-те місце у світі, що підкреслює його вплив на метал-сцену. Не зважаючи на те, що Мік Томсон є в значній степені пасивною людиною та спочатку просто хотів грати музику зі своїми товаришами, він надалі продовжує значно впливати на написання музики гуртом.
- Mick Thomson recording for Slipknot's "All Hope is Gone"
- How to Warm Up like Mick Thomson from Slipknot
- Mick Thomson & Jim Root of Slipknot - The Blister Exists (Guitar Riffs)
- Slipknot's Mick Thomson Live Awesome Guitar Cam
- Guitar Lessons With Mick Thomson Slipknot

## Особисте життя
Не зважаючи на те, що у Міка міцна статура та зріст 193 см, в житті він домосід, полюбляє котів та загалом є доволі скромною та спокійною людиною, хоч і цікавиться маньяками. 5 жовтня 2012 року він одружився зі своєю давньою подругою Стейсі Райлі. Ймовірно, саме дружина, котра є напівмарафонським бігуном, змотивувала його та допомогла йому припинити вживати алкоголь та сильно схуднути.
11 березня 2015 року Томсон отримав поранення під час ножової бійки зі своїм братом Ендрю біля будинку в своєму рідному місті Клайв, штат Айова. У The Des Moines Register повідомили, що обидва чоловіки в той час були п'яні, і що гітарист Slipknot отримав «серйозні, але не небезпечні для життя» травми після удару ножем у потилицю. Мік і Ендрю пізніше були звинувачені в «хуліганстві через бійки», після того як розслідування встановило, що обидва відповідальні за інцидент. Мік і Ендрю були госпіталізовані після бійки, але вокаліст Slipknot Корі Тейлор написав у Twitter у день інциденту, щоб запевнити шанувальників, що Томсон одужає.

## Маски
У масок Міка Томсона є три етапи:
- Забруднена хокейна маска в подряпинах, котрою він користувався з 1996 по 1998 роки.
- Модифікована шкіряна маска, до котрої додавав такі елементи, як шипи та інші металеві деталі, котрою користувався з 1999 по 2004 роки.
- Маска з латексу, котра мала більш чіткі лінії та фарбувалась в металік-колір, котрою користується з 2004 року і по сьогодення.

## Спорядження

### Гітари
Не зважаючи на виконане в 1999 році замовлення на рекламу від B.C. Rich, з 1999 року по 2002 рік, Мік Томсон не був пов'язаний ендорс-контрактом і грав на різних гітарах брендів Jackson (King V, AT1T), Ibanez (RG560) та B.C. Rich (B.C. Rich NJ Series Beast).  

#### B.C. Rich
Тільки з 2002 по 2004 роки він офіційно підписав контракт і отримав свою кастомну гітару (B.C. Rich Warlock CUSTOM USA) та серію підписних гітар (B.C. Rich Warlock NJ Signature Series, B.C. Rich Warlock M7 Signature Series).  

#### Ibanez
Підписавши контракт, в 2006 році, він отримав лінійку підписних гітар: 
- Суперстрат серія: MTM1, що використовувалась з 2006 по 2011 рік та масс-маркет версія MTM2;
- Глефоподібна серія: MTM100, що використовувалась з 2012 по 2014 рік  та масс-маркет версія MTM10;
- Перерероблена суперстрат серія: MTM1, що використовувалась з 2015 по 2016 та масс-маркет версія MTM20.

Також, в 2016 році, він використовував Ibanez MIJ Custom S Series.

#### Jackson
В 2016 році, Мік Томсон закінчив співпрацю з Ibanez та підписав контракт з компанією Jackson. 
Він отримав свою серію підписних суперстрат-електрогітар:
- Jackson Mick Thomson Soloist USA AW (США);
- Jackson Pro Series Mick Thomson Soloist SL2 (Індонезія), масс-маркет версія.

Також, додатково Мік отримав Jackson Double Rhoads King V. 

#### ESP
В 2023 році, Мік Томсон підписав контракт з компанією ESP. На початку 2025 року, ESP випустили його власну серію підписних електрогітар LTD MT-1.
Також, він продовжує грати на кастомних гітарах ESP:
- ESP Custom Shop M-II
- ESP E-II Arrow
- ESP Custom Shop Eclipse
- ESP Horizon Custom
- ESP FRX Liquid Metal Silver

### Гітарне підсилення
За всю свою кар'єру, Мік Томсон користувався великою кількістю гітарних підсилювачів, а саме:

#### Підсилювачі:
- Підписний ламповий підсилювач Rivera KR7
- VHT Pittbull Ultra Lead
- Omega Ampworks Obsidian Guitar Amp Head
- Marshall JCM800 2203
- Mesa/Boogie JP-2C John Petrucci Signature 60/100-Watt Limited Edition Tube Head
- Diezel Herbert 180W Tube Guitar Head
- Rivera KR100 Reverb
- Mesa/Boogie Triple Crown Tc-50 Head
- Mesa/Boogie 295 Stereo Simul Class Power Amp
- Omega Ampworks Iridian Single Channel
- Marshall 9200 MonoBlock Power Amp

#### Комбо-підсилювачі:
- 1965 Fender Super Reverb

#### Передпідсилювачі:
- Rocktron Piranha
- Marshall JMP-1 Tube MIDI Guitar Preamp

## Факти
- Його улюблений фільм жахів - «Той, що виганяє диявола». «Коли мені було сім років, то я просто срав в штани від страху, дивлячись цей фільм» - говорить Мік.
- Мік має кілька татуювань, у тому числі слово «seven» на лівій руці і слово «ненависть» японською мовою на правій руці.
- Мік захоплюється американським футболом та є відданим уболівальником футбольної команди Las Vegas Raiders.
- Також, він колекціонує вінтажні гітари. В його будинку є окрема кімната, котра завалена кейсами з гітарами.
- Перша платівка, яка була у Міка - Kiss «Destroyer».
- Мік вважає, що найкраща метал група - Black Sabbath.
- Гурт «Morbid Angel» - його улюблений дез-метал гурт.
- Керрі Кінг (гітарист Slayer) має непогані стосунки з Міком.